# Ehrenfelser Hof mit Galluskapelle (Regensburg)

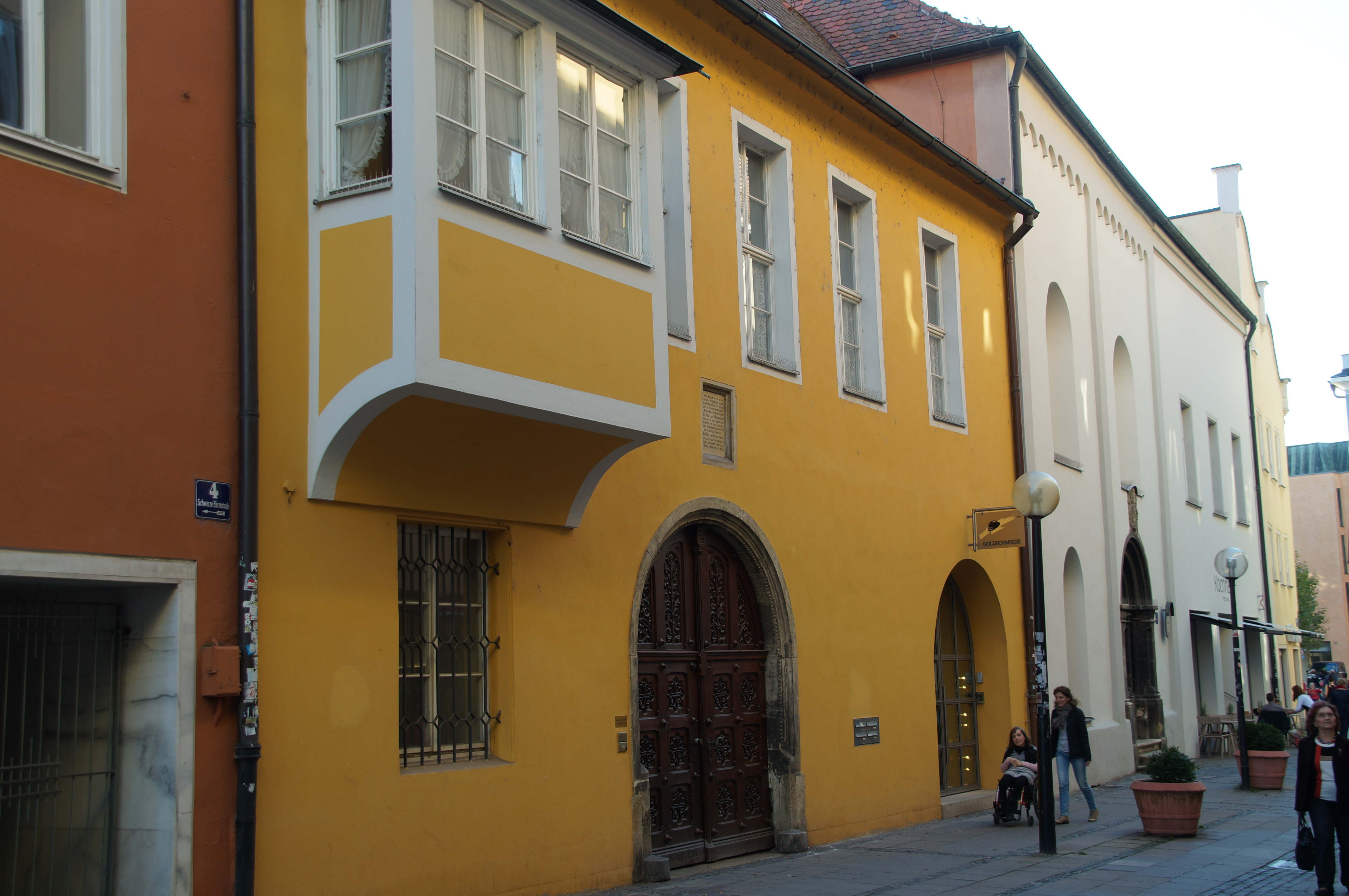
Schwarze BärenStr. Nr. 2

Portal der ehemaligen Galluskapelle

Der ehemalige Ehrenfelser Hof mit Galluskapelle ist ein Gebäude In der Altstadt von Regensburg, in der Schwarzen Bärenstraße Nr. 2. Das Gebäude mit Kelleranlagen aus dem 12./13. Jahrhundert wurde schon bald nach seiner Entstehung im frühen Mittelalter als Wohnstätte für katholische Geistliche genutzt und hatte deshalb auch eine Kapelle, deren Portal noch heute die Fassade des Gebäudes auffällig kennzeichnet. Später wurde das Gebäude auch als Wohnstätte für weltliche Personen genutzt, die der katholischen Kirche verbunden waren. Mitte des 19. Jahrhunderts kam das Gebäude in den Besitz des Staates und wird nach starken baulichen Veränderungen heute nur noch weltlich genutzt.

## Mittelalter
Im Mittelalter stand das Gebäude Ehrenfelser Hof unter der Lehenshoheit des römisch-deutschen Königs Rudolf I (* 1218; † 1291) und wurde genutzt und bewohnt von Konrad von Ehrenfels, der dem begüterten Landadel angehörte und gleichzeitig auch Probst der Alten Kapelle und Domkanoniker war. 1280 verließ Konrad von Ehrenfels den Hof und Rudolf I übergab Hof und Gebäude an den Regensburger Bischof Heinrich II. von Rotteneck (Bischof von 1277 bis 1296). In den folgenden Jahrhunderten bot der ehemalige Ehrenfelser Hof mit der Galluskapelle den Mitgliedern des Domkapitels Unterkunft und Wohnungen. Erstmals wurde das Gebäude 1374 urkundlich erwähnt, als der damals dort wohnende große Gelehrte, Schriftsteller und Domherr Konrad von Megenberg verstarb. An ihn erinnert eine Gedenktafel. 1381 in seinem letzten Lebensjahr schenkte Bischof Konrad VI. von Haimberg den Ehrenfelser Hof dem Regensburger Domkapitel. Danach wurde das Gebäude den Domkanonikern für Wohnzwecke überlassen. Das Hochstift war zu dieser Zeit durch vorausgehende Streitigkeiten finanziell so ruiniert, dass bereits damals auch Mitglieder reicher Regensburger Patrizier, z. B. Georg Auer aus dem Geschlecht der Auer zu Brennberg, im Hofgebäude von 1374 bis 1381 wohnen konnten. Auch noch viel später im 19. Jahrhundert wurde das Gebäude bewohnt von Mitgliedern aus den Adelsgeschlechtern Herberstein und Seiboldsdorf (Wappen über dem Scheitel des Kapellenportals).

## Nach 1600 Kriegszeit und Barock
Im Verlauf des Dreißigjährigen Krieges, nach den Eroberung von Regensburg durch die Schweden wurde die Galluskapelle von den Schweden schwer beschädigt. Der Raum wurde von den Schweden als Fleischbank genutzt, wahrscheinlich um durch diese Nutzung die Missachtung der katholische Religion zum Ausdruck zu bringen. Nach der Niederlage der Schweden und nach ihrem Abzug aus Regensburg wurde die Galluskapelle 1651 auf Veranlassung des Domherren Graf von Herberstein im Stil des Barocks wieder hergestellt. Danach zierten Stuckdekor und Fresken die Wölbung des Kapellenraumes, der durch ein Eisengitter in Vorhalle und Altarraum getrennt war.

## Nach 1800
Von 1835 bis 1845 wohnte der Domdechant und spätere Kardinal und Fürstbischof von Breslau Melchior Diepenbrock im Ehrenfelser Hof, der aus dem östlichen Hauptgebäude mit der Hauskapelle bestand und aus einem damals östlich anschließenden Gesindetrakt. 1845 kam die Kapelle in Staatsbesitz, wurde profaniert und der 9 m hohe Raum durch eine Zwischendecke in zwei Geschosse aufgeteilt. Die barocken Ausstattungen wurden entfernt und auch das Altarbild, das den heiligen Abt Gallus mit dem ihm dienenden schwarzen Bären darstellte, ging verloren. Auch die Reste der gestuften ehemaligen Apsis wurden vermauert, die Eckknollen liegen noch frei im heutigen Ladengeschäft.
Auch wenn das Gebäude bereits früh weltlich genutzt wurde, erregt die Galluskapelle als ehemalige Hauskapelle nach außen hin auch noch heute Aufmerksamkeit durch das romanische Portal an der Schwarzen-Bären-Straße und durch den Rundbogenfries mit zweifach gestufter tiefer Laibung unter dem Ansatz des Daches, die Stufen mit Rundsäulen versehenen. Im Inneren kann man die ehemalige Wirkung des zweigeschossigen romanischen Kapellenraums wegen der störenden nachträglichen Einbauten aber nicht mehr wahrnehmen, sondern nur noch erahnen.
Die ehemalige romanische Ostmauer der Kapelle mit einer Folge von abgestuften Rundbögen ist nur noch erkennbar vom Dachgeschoss des östlich angrenzenden Hauses.